# Lloret de Vistalegre
Lloret de Vistalegre är en kommun i Spanien. Den ligger i den autonoma regionen Balearerna i östra delen av landet. Antalet invånare är 1 619 (2024). Arean är 17,44 kvadratkilometer. Lloret de Vistalegre ligger på ön Mallorca. Lloret de Vistalegre gränsar till Algaida, Sencelles, Costitx, Sineu, Sant Joan och Montuïri. 